# 17 Dywizjon Rakietowy Obrony Powietrznej
17 dywizjon rakietowy Obrony Powietrznej (17 dr OP) – samodzielny pododdział Wojsk Obrony Przeciwlotniczej Sił Powietrznych.
Dywizjon stacjonował w Libiążu, podlegał dowódcy 1 Śląskiej Brygady Rakietowej Obrony Powietrznej. Z dniem 30 czerwca 2011 dywizjon został rozformowany.

## Historia
Dywizjon sformowano na podstawie Rozkazu MON nr 005/Oper. z dnia 28 stycznia 1961 oraz zarządzenia Szefa Sztabu Generalnego WP Nr 0012/Org. z dnia 9 lutego 1962 jako 17. dywizjon ogniowy artylerii rakietowej z podległością pod Dowództwo 1 Dywizji Artylerii OPK, a pierwszym uzbrojeniem były zestawy rakietowe SA-75 Dźwina. Z dniem 2 listopada 1962 jednostka weszła w system dyżurów bojowych.
W 1982 roku dywizjon przeprowadził strzelania bojowe na poligonie w Aszułuku w ZSRR.
W latach 1985–1986 jednostka została przezbrojona w zestawy rakietowe S-125 Newa. Z nowym sprzętem z dniem 15 lipca 1986 weszła w system dyżurów bojowych.
W 1991 roku zmieniono nazwę jednostki na 17 dywizjon rakietowy OP.
W latach 2000–2001 zmodernizowano zestawy S-125M Newa do standardu S-125 Newa-SC.
W związku ze zmianami w strukturach Sił Powietrznych, decyzją MON nr Z-37/Org./P1 z dnia 27 maja 2010 roku, następnie decyzją MON nr PF-68/Org./SSG/ZOiU-P1 z dnia 19 sierpnia 2010 roku oraz wykonawczym rozkazem Dowódcy Sił Powietrznych nr PF-211 z dnia 8 września 2010 roku zdecydowano o rozformowaniu jednostki w terminie do dnia 30 czerwca 2011. Na bazie jej środków sformowano nowy 35. dr OP w Skwierzynie.

## Struktura
- dowództwo
- sztab
- bateria dowodzenia
- bateria radiotechniczna
- bateria startowa (S-125 Newa-SC)

## Dowódcy dywizjonu
- 1962–1968 – mjr Henryk Zając
- 1968–1979 – ppłk Stefan Bojdak
- 1979–1985 – mjr Ryszard Kostarek
- 1985–1988 – mjr Andrzej Pierścionek
- 1988–2004 – ppłk Mieczysław Magnowski
- 2004– 30 czerwca 2011 – ppłk Sławomir Biliński

## Podporządkowanie
- 13 Dywizja Artylerii OPK (1962–1967)
- 1 Dywizja Artylerii OPK (1967–1988)
- 1 Brygada Artylerii OPK (1988–1991)
- 1 Śląska Brygada Rakietowa Obrony Powietrznej (1991–2011)